# Aiolornis
Aiolornis incredibilis is een uitgestorven roofvogel behorend tot de Teratornithidae die in het Pleistoceen in Noord-Amerika leefde. 

## Fossiele vondst
Aiolornis is bekend van fossiele delen van de vleugel en snavel, gevonden in Smith Creek Cave in Nevada en de Anza Borrego Desert in Californië. De vondsten dateren uit het NALMA Laat-Blancan of Irvingtonian. 

## Kenmerken
Aiolornis had een spanwijdte van 5,5 m en een gewicht van ongeveer 23 kg. 